# Huawei
Huawei Technologies Co., Ltd. kineska je multinacionalna tvrtka koja se bavi proizvodnjom telekomunikacijske opreme i potrošačke elektronike. Sjedište tvrtke je u gradu Shenzhenu u pokrajini Guangdong.
Tvrtku je osnovao bivši vojni inženjer Narodno-oslobodilačke armije Ren Zhengfei 1987. godine. Prema podatcima za rujan 2017. godine, Huawei zapošljava više od 170 tisuća osoba, od kojih 76 tisuća radi u odjelu za istraživanje i razvoj. 
Iako je tvrtka uspješna na međunarodnom tržištu, na nekim lokalnim tržištima susreće se s poteškoćama. Prema navodima vlade Sjedinjenih Američkih Država, postoji mogućnost da tvrtka ugrađuje u svoju mrežnu opremu tzv. stražnja vrata (eng. backdoor) koja kineska vlada može koristiti za neautoriziran nadzor. Huawei navodi da njihovi proizvodi ne predstavljaju "veću prijetnju računalnoj sigurnosti" od proizvoda bilo koje druge tvrtke i da ne postoje dokazi koji bi potvrdili navode američke vlade.